# Baśnie braci Grimm (anime)
Bajki Grimma / Baśnie Braci Grimm (jap. グリム 名作 劇場  Gurimu Meisaku Gekijo ) – japoński serial animowany zrealizowany przez Nippon Animation. Epizody są adaptacją różnych ludowych bajek i nie ograniczają się tylko do Baśni braci Grimm.
Serial obejmuje dwa sezony:
- Baśnie Braci Grimm (jap. グリム 名作 劇場  Gurimu Meisaku Gekijo) – pierwsza emisja od 21 października 1987 do 30 marca 1988 (Japonia), (razem 24 odcinki).
- Nowe Baśnie Braci Grimm (jap. 新 グリム 名作 劇場  Shin Gurimu Meisaku Gekijo) – pierwsza emisja od 2 października 1988 do 26 marca 1989 (Japonia), (razem 23 odcinki).

## Wersja polska

### Wersja lektorska I
Wersja polska z 1994 roku z dubbingiem angielskim i polskim lektorem (wydana na kasetach VHS):
- Dystrybucja na terenie Polski: Demel, Vision
- Opracowanie i udźwiękowienie wersji polskiej: Studio Delta Warszawa
- Lektorzy:
- Lucjan Szołajski (wersja pełnometrażowa Królewna Śnieżka), (Żabi Książę, Złota gęś), (Kopciuszek, Kryształowa Kula)[2][3]
- Maciej Gudowski (Jaś i Małgosia, Czterej Muzykanci z Bremy, Żelazny Jan)[4]
- Janusz Kozioł (Czerwony Kapturek, Wesele u lisa, Jorinde i Joringal)[5]

### Wersja lektorska II
Baśnie braci Grimm – Kot w butach
- Dystrybucja na terenie Polski: Magic
- Udźwiękowienie: Studio Be-I-Es Warszawa
- Tekst: Marcin Leśniewski
- Lektorzy:
- Janusz Kozioł (Tajemniczy ogród, Ośla kapusta, Niedźwiedzia skóra)

### Wersja dubbingowa
- Dystrybucja Video CD: Polskie Media Amer.Com (z czasopismem "Wielka Kolekcja Bajek", premiera: kwiecień 2005 – wersja z polskim dubbingiem)[7].

W wersji polskiej udział wzięli:

- Ireneusz Machnicki –
  - Żabi Król / książę (Żabi Król),
  - kot w butach (Kot w Butach),
  - młodszy książę (Woda życia),
  - Fryderyk, młody brat Józefiny (Sinobrody),
  - Jaś (Jaś i Zosia),
  - żołnierz (Roztańczone Buty),
  - wysoki zbójca (Roztańczone Buty),
  - Grześ (Kryształowa Kula),
  - Sebastian (Kryształowa Kula),
  - pan Lis (Ślub panny Lisicy),
  - trójogoniasty lis (Ślub panny Lisicy),
  - książę zmieniony w piec (Żelazny Piecyk),
  - sługa (Człowiek z żelaza),
  - ptasi król (Tom sikorka i niedźwiedź),
  - ojciec myśliwego (Boginka w stawie)
- Dariusz Błażejewski –
  - Hans (Królewna Śnieżka),
  - jeden z krasnoludków (Królewna Śnieżka),
  - starszy książę (Woda życia),
  - wysoki brat Józefiny (Sinobrody),
  - książę (Kopciuszek),
  - Antoś (Kryształowa Kula),
  - głos serca pana Lisa (Ślub panny Lisicy),
  - lis Hank (Ślub panny Lisicy),
  - dwuogoniasty lis (Ślub panny Lisicy),
  - pięcioogoniasty lis (Ślub panny Lisicy),
  - dziewięcioogoniasty lis (Ślub panny Lisicy),
  - zając (Zając i jeż),
  - książę (Człowiek z żelaza),
  - lis (Tom sikorka i niedźwiedź)
- Mariusz Siudziński –
  - osioł (Muzykanci z Bremy),
  - król (Sześciu Wędrowców),
  - Myśliwy (Sześciu Wędrowców),
  - szlachcic (Stara wiedźma z lasu),
  - jaśnie pan (W obronie duszy),
  - lis (Wilk i Lis),
  - syn drwala (Duch w butelce),
  - Johan (Niedźwiedzia skóra)
- Agnieszka Fajlhauer
  - Małgosia (Jaś i Małgosia),
  - Józefina (Sinobrody),
  - księżniczka Elena (Król Drozdobrody),
  - służąca Lilly (Ślub panny Lisicy),
  - córka wiedźmy (Ośla kapusta),
  - dziewczyna (Stara wiedźma z lasu),
  - żona myśliwego (Boginka w stawie),
  - różne głosy
- Grzegorz Pawlak –
  - kogut (Muzykanci z Bremy),
  - jeden ze zbójców (Muzykanci z Bremy),
  - wilk (Czerwony Kapturek),
  - krasnal (Białośnieżka i Różyczka),
  - Niedźwiedź / starszy królewicz (Białośnieżka i Różyczka),
  - Siłacz (Sześciu Wędrowców),
  - chłop (Sześciu Wędrowców),
  - Szybki (Sześciu Wędrowców),
  - Kapelusznik (Sześciu Wędrowców),
  - starzec (Woda życia),
  - niski zbójca (Roztańczone Buty),
  - gwardzista (Stara wiedźma z lasu),
  - gnomy (Stara wiedźma z lasu),
  - diabeł (W obronie duszy),
  - różne głosy
- Mikołaj Klimek –
  - sługa księcia (Żabi Król),
  - król (Żabi Król),
  - Duch (Duch w butelce),
  - Potwór (Tajemniczy ogród),
  - sowa / książę (Stara wiedźma z lasu),
  - myśliwy (Boginka w stawie),
  - Kostucha (Kuma Śmierć)
- Janusz Wituch – Nochal (Sześciu Wędrowców)
- Wojciech Machnicki –
  - Sinobrody (Sinobrody),
  - sługa (Sinobrody),
  - gruby brat Józefiny (Sinobrody)
- Aleksander Gawek – syn młynarza (Kot w Butach)
- Leszek Filipowicz –
  - nadworny mag (Kot w Butach),
  - jeden z krasnoludków (Królewna Śnieżka),
  - król Drozdobrody / muzyk / żołnierz (Król Drozdobrody),
  - król (Król Drozdobrody),
  - sługa młodszego księcia (Woda życia),
  - król (Roztańczone Buty),
  - pierwszy kandydat pilnujący księżniczek (Roztańczone Buty),
  - jeden z trzech złych duchów / fałszywy królewicz (Roztańczone Buty),
  - gospodarz (Ośla kapusta),
  - niedźwiedź (Tom sikorka i niedźwiedź),
- Masza Bogucka
  - narrator,
  - Jaś (Jaś i Małgosia),
  - Wiedźma (Stara wiedźma z lasu),
  - bogata pani (Stara wiedźma z lasu),
  - myśliwy jako dziecko (Boginka w stawie),
  - różne głosy

## Dubbing japoński
- Hase Hanji – Osioł[8]
- Jōji Yanami – Pies[9], Sułtan
- Ken’ichi Ogata – Kot[10], Potwór
- Ryūsei Nakao – Kogut[11], Jeż
- Mami Koyama – Jaś[12]
- Chieko Honda – Małgosia[13]
- Miyoko Asō – Baba Jaga[14]
- Mitsuko Horie – Czerwony Kapturek, Księżniczka Róża, Kopciuszek, Wróżka, Różyczka, narrator
- Bin Shimada – Hans, Johan
- Ichirō Nagai – Kot w butach, król, wilk
- Kayoko Fujii – Białośnieżka
- Sakiko Tamagawa – Królewna Śnieżka
- Komiya Kazue – Królowa
- Katsunosuke Hori – Sinobrody
- Hiromi Tsuru – Jorinda, Helga
- Masami Kikuchi – Joringel, Książę
- Sumi Shimamoto – Księżniczka Elina
- Tesshō Genda – diabeł
- Shigeru Chiba – żaba
- Yoshino Takamori – księżniczka
- Hiroshi Izawa – chłop
- Nana Yamaguchi – Matka Hulda
- Toshiko Fujita – czarownica
- Yuriko Yamamoto – Róża
- Mayumi Tanaka – Rudolf
- Hideyuki Hori – Książę – Żelazny Piecyk
- Banjō Ginga – Hans
- Yoku Shioya – Książę, trzeci syn młynarza, krawiec, jego brat
- Norio Wakamoto – Tom Sikorka
- Chikao Ōtsuka – Śmierć
- Kazuhiko Inoue – Lekarz, żołnierz
- Kaneto Shiozawa – Książę
- Kimie Nakajima – Macocha Kopciuszka
- Tomoko Maruo – Siostra Kopciuszka
- Kyōko Tongū – Siostra Kopciuszka

## Spis odcinków

### Seria I. Baśnie Braci Grimm
- 1. Wędrujący Muzykanci (Czterej Muzykanci z Bremy)
- 2. Jaś i Małgosia
- 3. Żabi Król część 1 (Żabi Książę)[15]
- 4. Żabi Król część 2
- 5. Czerwony Kapturek
- 6. Złota gęś
- 7. Kot w butach część 1
- 8. Kot w butach część 2
- 9. Białośnieżka i Różyczka
- 10. Królewna Śnieżka część 1 (Królewna Śnieżka i siedmiu krasnoludków)[16]
- 11. Królewna Śnieżka część 2
- 12. Królewna Śnieżka część 3
- 13. Królewna Śnieżka część 4
- 14. Sześciu Wędrowców (Sześciu zawsze sobie radę da[17])
- 15. Woda życia
- 16. Sinobrody
- 17. Jaś i Zosia (Jorinde i Joringel)
- 18. Śpiąca królewna
- 19. Stary Sułtan
- 20. Król Drozdobrody
- 21. Zły Duch (odcinek ten jest potocznie nazwany zakazanym odcinkiem, ponieważ uważa się, że zawiera on treści kontrowersyjne i obrazę uczuć religijnych. Nie został wyemitowany i przetłumaczony na terenie Polski)
- 22. Roztańczone Buty
- 23. Kopciuszek część 1[18][19]
- 24. Kopciuszek część 2

### Seria II. Nowe Baśnie Braci Grimm
- 1. Kryształowa kula
- 2. Ślub panny Lisicy
- 3. Tajemniczy ogród (Piękna i Bestia)
- 4. Ośla kapusta
- 5. Roszpunka
- 6. Stara wiedźma z lasu
- 7. W obronie duszy
- 8. Wilk i Lis
- 9. Pani Zamieć (Prząśniczka)
- 10. Sześć łabędzi
- 11. Wieloskórka (Złotowłosa)
- 12. Brat i Siostra (Rudolf i Róża)
- 13. Czterech wspaniałych braci
- 14. Duch w butelce (Bajka o duchu w butelce)
- 15. Żelazny Piecyk (O zaklętym królewiczu)[20]
- 16. Niedźwiedzia skóra (Johan, który nosił niedźwiedzią skórę)
- 17. Zając i Jeż
- 18. Człowiek z żelaza (Żelazny Jan)
- 19. Dzielny krawczyk (O dzielnym krawczyku)[21]
- 20. Tom Sikorka i Niedźwiedź
- 21. Imię skrzata (Rumpelstiltskin)
- 22. Boginka w stawie (Rusałka znad stawu)
- 23. Kuma Śmierć (Ojciec Chrzestny)

## Piosenki
W japońskiej anime w obu seriach puszczano dwie piosenki w wykonaniu Ushio Hashimoto:
- Opening: Niji no Hashi (jap. 虹 の 橋  Niji no Hashi)[22]
- Ending: Watashi no Machi wa Merry Go Round (jap. 私 の 町 は メリー • ゴランド Watashi no Machi wa Meri Gorando)[23]

W polskiej wersji z dubbingiem występuje osobna czołówka i tyłówka. W wersji z lektorem jest tylko opening angielski. 